# Chaos Walking (film)
Cet article concerne le film. Pour la série de romans, voir Le Chaos en marche.
Pour plus de détails, voir Fiche technique et Distribution.
Chaos Walking ou Le Chaos en marche au Québec est un film de science-fiction américain réalisé par Doug Liman, sorti en 2021. Il s'agit de l'adaptation du premier roman de la série littéraire Le Chaos en marche (Chaos Walking) de Patrick Ness.

## Synopsis
En 2257, Todd Hewitt est le seul enfant de Prentisstown, un village d'hommes d'une planète coloniale baptisée « Nouveau Monde ». Les hommes de cette planète sont affectés par un mystérieux phénomène, « le Bruit », rendant audibles et visibles toutes leurs pensées.  On a appris à l'enfant que les habitants de son village étaient les derniers habitants de la planète et que les Spackles, une race extraterrestre autochtone, ont tué toutes les femmes lors d'une guerre contre les humains. Après avoir rencontré pour la première fois une fille, Viola Eade, Todd, accompagné de son chien Manchee, va devoir fuir avec cette dernière. Et alors qu'ils cherchent à échapper au cruel maire Prentiss, qui a lancé une véritable armée à leurs trousses, Todd va découvrir un terrible secret.

## Fiche technique
Sauf indication contraire, les informations mentionnées dans cette section peuvent être confirmées par la base de données cinématographiques IMDb,  présente dans la section « Liens externes ».
- Titre original et français : Chaos Walking
- Titre québécois : Le Chaos en marche[1]
- Réalisation : Doug Liman
- Scénario : Gary Spinelli, Charlie Kaufman, Jamie Linden, John Lee Hancock et Lindsey Beer, d'après La Voix du couteau de Patrick Ness
- Musique : Marco Beltrami et Brandon Roberts
- Direction artistique : Dan Weil
- Décors : Carolyne de Bellefeuille, Daran Fulham et Nicolas Lepage
- Costumes : Kate Hawley
- Photographie : Ben Seresin
- Montage : Andrew Mondshein
- Production : Doug Davison

Coproduction : Jack Rapke et Allison Shearmur
Production déléguée : Ray Angelic
Production associée : Alison Winter
- Sociétés de production : Quadrant Pictures, BRON Studios et Creative Wealth Media Finance
- Sociétés de distribution : Lionsgate (États-Unis), Metropolitan Filmexport (France)
- Budget : 90–115 millions de dollars[2]
- Pays d'origine :  États-Unis, Canada, Hong Kong
- Langue originale : anglais
- Format : couleur
- Genre : science-fiction, action, thriller, dystopie
- Durée : 109 minutes
- Dates de sortie[3] :
  - Corée du Sud : 24 février 2021
  - États-Unis : 5 mars 2021
  - Canada et Québec : 23 avril 2021 (au cinéma et en vidéo à la demande)[4]
  - France : 27 juillet 2021 (en vidéo à la demande)
- Classification[5] :
  - États-Unis : PG-13 (film déconseillé aux moins de 13 ans)

## Distribution
- Tom Holland (VF : Hugo Brunswick ; VQ : Alexandre Bacon) : Todd Hewitt
- Daisy Ridley (VF : Jessica Monceau ; VQ : Catherine Brunet) : Viola Eade
- Mads Mikkelsen (VF : Yann Guillemot ; VQ : Louis-Philippe Dandenault) : le maire David Prentiss
- Kurt Sutter (VF : Olivier Cordina ; VQ : Benoît Rousseau) : Cillian
- Nick Jonas (VF : Jim Redler ; VQ : Xavier Dolan) : David « Davy » Prentiss Jr.
- Demián Bichir (VF : Jérémie Covillault ; VQ : Jean-Jacques Lamothe) : Ben
- David Oyelowo (VF : Jean-Baptiste Anoumon ; VQ : Widemir Normil) : Aaron, le prêcheur
- Cynthia Erivo (VF : Sara Martins ; VQ : Marie-Evelyne Lessard) : Hildy
- Olunike Adeliyi : Piper
- Bethany Anne Lind (en) (VF : Kelly Marot) : Karyssa Hewitt
- Vincent Leclerc (VF : Vincent Ropion) : Daws
- Camren Bicondova (VF : Flora Kaprielian) : Lola Eade
- Ray McKinnon : Matthew
- Harrison Osterfield : un fermier (caméo non crédité)

Version française réalisée par Dubbing Brothers ; direction artistique : Danielle Perret ; adaptation des dialogues : Déborah Perret
Version québécoise réalisée par Difuze ; direction artistique : Manuel Tadros ; adaptation des dialogues : Nadine Taillon
 Source et légende : version française (VF) sur RS Doublage
 Source et légende : version québécoise (VQ) sur Doublage.qc.ca

## Production

### Genèse et développement
En Décembre 2011, Lionsgate acquiert les droits de distribution mondiale de l'adaptation cinématographique de la trilogie littéraire Le Chaos en marche (Chaos Walking) de Patrick Ness, qui sera produit par la société Quadrant Pictures de Doug Davison. Jamie Linden est ensuite chargé d'écrire le scénario.
En 2013, Robert Zemeckis est choisi comme réalisateur et doit aussi participer à la production, via sa société ImageMovers. Il quittera le film pour se concentrer sur d'autres projets.
En juin 2016, Doug Liman est finalement annoncé pour reprendre la réalisation.

### Attribution des rôles
En août 2016, Daisy Ridley est sur les rangs pour le rôle féminin principal. En Décembre 2016, Tom Holland obtient quant à lui le rôle masculin principal, Todd Hewitt.
En juillet 2017, il est annoncé que Mads Mikkelsen est en négociations pour incarner l'antagoniste principal, le maire de Prentisstown. En août 2017, ils sont rejoints par Demián Bichir, Kurt Sutter, Nick Jonas et David Oyelowo,,,. En septembre 2017, Cynthia Erivo décroche elle aussi un rôle.

### Tournage
Le tournage a lieu à Montréal au Québec, à partir du 7 août 2017,. Certaines scènes sont tournées dans le stade olympique de 1976. Il se poursuit en septembre de la même année sur le site de l'auberge Le Baluchon Éco-villégiature à Saint-Paulin, et celui du Lac Paterson à Saint-Élie-de-Caxton, en Mauricie, au Québec. Il a également lieu au Royaume-Uni, en Écosse, en Islande.
Le 30 août 2017, Tom Holland se blesse au nez lors du tournage d'une scène. Le tournage s'achève le 8 novembre 2017.
En avril 2018, on annonce que des reshoots vont avoir lieu dans le courant de l'année ou en 2019, à la suite de projections tests négatives. Les deux acteurs principaux, Daisy Ridley et Tom Holland, sont alors respectivement pris par les tournages de Star Wars, épisode IX : L'Ascension de Skywalker et Spider-Man: Far From Home. Les reshoots ne débutent donc qu'en avril 2019, sous la direction de Fede Álvarez. Ce tournage supplémentaire engendre un coût de 15 millions de dollars. Doug Liman annonce la fin de ce tournage supplémentaire en avril 2019.

## Accueil

### Sortie
Aux États-Unis, la sortie du film est initialement prévue le 1er mars 2019, mais elle est repoussée en raison des reshoots du film. Une nouvelle date de sortie est annoncée au 22 janvier 2021. Elle est ensuite repoussée au 5 février 2021, puis une nouvelle fois repoussée au 5 mars 2021 en raison de la pandémie de Covid-19. En France, la sortie est repoussée plusieurs fois jusqu'à une sortie prévue le 4 août 2021, avant d'être annulée en juin 2021.

### Critique
Les critiques du film ont reconnu le potentiel du film, mais l'ont critiqué pour « une mauvaise exécution et des personnages conventionnels sous-développés ». L'agrégateur de critiques Rotten Tomatoes rapporte que 22% des 102 critiques ont donné au film une critique positive, avec une note moyenne de 4,6 / 10. Le consensus des critiques du site se lit comme suit : « Chaos Walking s'engage sur une voie potentiellement intéressante, mais cette aventure dystopique bouscule mal ses prémisses et boitille vers l'arrivée ». Selon Metacritic, qui a calculé un score moyen pondéré de 39 sur 100 basé sur 30 critiques, le film a reçu « des critiques généralement défavorables ».
Écrivant pour Indiewire, David Ehrlich a donné au film une note de C - et a déclaré : « Malgré son étrange vanité et quelques indices enfouis sur ce qu'un film plus courageux aurait pu en faire, la version cinématographique du premier livre Chaos Walking (publié sous le titre The Knife of Never Letting Go) est une chose tellement terne et ordinaire qu'il ne peut s'empêcher de se laisser engloutir par l'ombre de son propre potentiel manqué. » Peter Debruge de Variety a dit que « le film« s'use rapidement sur son accueil » et a écrit : « Quand il s'agit de confrontations, le film disparaît, mettant plus d'efforts dans la construction du Nouveau Monde que dans les personnages en grande partie génériques qui le peuplent ».  DiscussingFilm a noté le rythme du film pour ralentir ce qui est un conte dystopique autrement agréable avec des performances « charismatiques et charmantes » de Tom Holland et Daisy Ridley.

### Box-office
Au 28 mars 2021, Chaos Walking avait rapporté 11,5 millions de dollars aux États-Unis et au Canada, et 5,2 millions de dollars dans d'autres territoires, pour un total mondial de 16,7 millions de dollars, contre un budget de production de 100 millions de dollars. Aux États-Unis et au Canada, le film a rapporté 1,3 million de dollars dans 1 980 salles le premier jour de sa sortie. Il a fait ses débuts à 3,7 millions de dollars, terminant troisième au box-office. A une date limite, Hollywood a écrit que le film était "sur le point de perdre de l'argent" pour Lionsgate, et Lionsgate "a déjà radié la perte de la photo." Le film a fait 2,3 millions de dollars (–40%) dans son deuxième week-end, restant en troisième.  Après son troisième week-end, où il a rapporté 1,2 million de dollars, Variety a déclaré que le film "entraînerait une dépréciation massive pour le studio". En Corée du Sud, le film a rapporté 503 140 $ lors de son week-end d'ouverture, terminant cinquième au box-office.